# Key account manager
Un key account manager, nell'organizzazione aziendale, è una figura professionale cui sono affidati i rapporti con i clienti più importanti di una impresa.

## Storia
La figura del key account nasce verso la fine degli anni 1980, in funzione dell'evoluzione e dello sviluppo territoriale della grande distribuzione organizzata. Infatti, la crescente concentrazione di punti vendita, confluiti e/o associati in gruppi d'acquisto (DO), fa sì che aumenti il loro potere contrattuale nei confronti delle aziende fornitrici.
Tutto questo porta a sviluppare fatturati sempre più importanti per le aziende, creando inevitabilmente la necessità di stipulare e sviluppare contratti con questi gruppi d'acquisto al fine di garantire all'industria una fidelizzazione e una continuità negli acquisti/fatturati; per seguire in modo mirato questi clienti chiave, venne creata appunto tale figura.

## Le mansioni
Questi conduce la trattativa tra il cliente finale e l'azienda, elaborando strategie commerciali corrette per entrambi. Deve cercare inoltre di conseguire gli obiettivi aziendali, sia in termini quantitativi che in termini qualitativi. È determinante che sappia cogliere le eventuali opportunità che il mercato di riferimento offre con intuito, definendo le strategie e le azioni più consone alla situazione.
In linea di massima, deve anche gestire eventuali ordini digitandoli lui stesso sul proprio computer. Nel settore del largo consumo, verifica inoltre che i prodotti siano esposti correttamente e posizionati ad un giusto prezzo di vendita al pubblico, presenta e si occupa di inserire eventuali prodotti nuovi, verifica l'effettuazione delle operazioni promozionali concordate con i propri clienti assicurandosi che siano in linea con quanto concordato a livello contrattuale. Altre doti importanti del key account sono sicuramente la flessibilità, la creatività, la fantasia, la dialettica, la curiosità, l'organizzazione e, non ultimo, sapere ascoltare.

## Tipologie
- Account Rappresentative: responsabile di alcuni clienti minori
- Iper Account: responsabile di alcuni ipermercati e/o punti vendita della grande distribuzione
- Local Key Account: responsabile dei clienti di una o più province
- National Key Account Manager: responsabile della negoziazione per i grandi clienti a livello centrale
- National Account Manager: responsabile della negoziazione a livello sedi centrali della grande distribuzione organizzata
- Regional Key Account: responsabile dei clienti di una o più regioni